# Красный караван
Красный караван (каз. Қызыл керуен) — одна из форм политико-воспитательных и культурно-массовых работ среди казахского населения в первые годы Советской власти.
Первый «Красный караван» направлен в казахские аулы, где преобладало кочевое и полукочевое население, летом 1921 года Оренбургским губернским комитетом партии.
В январе 1922 года на Семипалатинской губернской партийной конференции были приняты «Тезисы по работе среди казахской молодежи». Один из тезисов был посвящён деятельности «красных караванов»: «Ввиду неприменительности городской работы, а также отсутствия руководящих политработников в казахской степи необходима посылка в степь «красных караванов» для проведения в жизнь всех необходимых мероприятий в деле привлечения казахской молодежи в ряды Российского коммунистического союза молодёжи (РКСМ), а также поездка «красных караванов» является первым напором на работе среди казахского населения во всей отрасли, как партийной, так и советской, а потому «Красный караван» должен быть в первую очередь снабжен всеми средствами, необходимыми для них».
18 февраля 1922 года на совещании партийных и государственных органов Киргизской АССР для распространения коммунистических идей среди местного населения принято решение о подготовке «Красного каравана». В состав каравана вошло около 40 человек — представители Киробкома РКП(б), комсомольских организаций, наркоматов земледелия, просвещения, торговли, здравоохранения, отдела ЦИК по работе среди женщин. Политическим комиссаром и руководителем назначен заместитель председателя Центрального Исполнительного Комитета Казахской ССР Алиби Джангильдин. Для каравана подбиралась библиотека политической и сельскохозяйственной литературы на казахском языке, плакаты, диапозитивы. В состав каравана вошли: агроповозка-выставка, передвижная амбулатория и ветпункт. С 20 мая по 9 августа «Красный караван» прошел путь от Оренбурга до Семипалатинска. Чтобы захватить по пути наибольшее число населенных пунктов, иногда караван разделялся на два или три отряда. Караван шёл по территории, хуже всего обеспеченной средствами сообщения и связи со столицей республики, останавливался в 37 аулах 26 волостей, в том числе в самых отдаленных аулах Торгайского, Атбасарского, Акмолинского, Петропавловского, Павлодарского, Каркаралинского уездов. Всего было пройдено более 3 тыс. километров. На всём маршруте разворачивалась широкая пропагандистская работа: проводили митинги, лекции, на которых знакомили население с декретами Советской власти, беседовали с представителями аулов, сельских советов, помогали в решении вопросов, налаживании медицинского и ветеринарного обслуживания, привлекали детей бедняков в школы. Во время митингов и собраний раздавались газеты, журналы и брошюры (всего было распространено 25 пудов литературы). При караване работало бюро жалоб, которое получило и рассмотрело более 600 заявлений трудящихся. Из фонда каравана оказывалась продовольственная и денежная помощь пострадавшим от голода и джута (массового падежа скота) 1921 года. Работа каравана окончательно завершилась в Семипалатинске 26 августа.
В 1928 году был проведён ещё один «Красный караван» — из Оренбурга в степи Мангышлака. Политическим комиссаром каравана вновь стал Алиби Джангильдин.